# João Câmara (kommun)
João Câmara är en kommun i Brasilien.   Den ligger i delstaten Rio Grande do Norte, i den östra delen av landet, 1 700 km nordost om huvudstaden Brasília. Antalet invånare är 32 203.
Följande samhällen finns i João Câmara:
- João Câmara

Omgivningarna runt João Câmara är huvudsakligen savann. Runt João Câmara är det ganska glesbefolkat, med 28 invånare per kvadratkilometer.